# Райнгау-Таунус (район)
Райнгау-Таунус (нім. Rheingau-Taunus-Kreis) — район в Німеччині, в складі округу Дармштадт землі Гессен. Адміністративний центр — місто Бад-Швальбах.

## Населення
Населення району становить 187 433 осіб (станом на 31 грудня 2020).

## Адміністративний поділ
Район поділяється на 9 громад (нім. Gemeinden) та 8 міст (нім. Städte):
| Міста (населення) | Громади (населення) |
| --- | --- |
| 1. Бад-Швальбах (11 207) 2. Гайзенгайм (11 626) 3. Ельтфілле (16 946) 4. Естріх-Вінкель (11 873) 5. Ідштайн (25 241) 6. Лорх (3744) 7. Рюдесгайм-ам-Райн (9970) 8. Таунусштайн (30 068) | 1. Аарберген (6337) 2. Валлуф (5462) 3. Вальдемс (5073) 4. Гайденрод (7861) 5. Гоенштан (6176) 6. Гюнштеттен (10 452) 7. Кідріх (4075) 8. Нідернгаузен (14 805) 9. Шлангенбад (6517) |

Дані про населення наведені станом на 31 грудня 2020.